# Analogi (psykologi)
Analogi är ett studieområde inom kognitionsvetenskap och kognitiv psykologi, där man undersöker hur människor använder analogier – system av likheter mellan olika objekt och situationer – bland annat för inlärning, problemlösning, kreativitet och övertalning. Kevin Dunbar fann bland annat i en studie på forskare i mikrobiologi att användande av analogier var en av de starkaste prediktorerna av forskningsproduktivitet.
Analogier kan bland annat särskiljas genom att de sker projection-first, att man särskiljer ett mönster ur ett objekt och prövar på ett annat, eller alignment-first, att man lägger två objekt bredvid varandra och pekar ut alla likheter. Ökad expertis inom ett område kan således leda till att man använder sig mer av projektion-first-analogier.